# Hedvig Willman
Hedvig Charlotta Konstantina Willman, född Harling 18 juli 1841 i Stockholm, död där 15 augusti 1887, var en svensk operasångerska (sopran), skådespelare och rektor för Dramatens elevskola (1877–1885).

## Biografi
Willman var dotter till klädeshandlaren P. A. C. Harling och Emelie Charlotta Wàhlsten. Hon gifte sig med Anders Willman 1871.

### Scenkarriär
Willman var engagerad i Carl Gustaf Hesslers teatersällskap i Ladugårdslandsteatern, hos Oscar Andersson på Humlegårdsteatern, hos Edvard Stjernström på Mindre teatern, och slutligen vid Dramaten och Operan 1863 respektive 1865, där hon sedan tillbringade resten av sin karriär förutom åren 1875–77, då hon var engagerad vid Kasinoteatern.
Hon debuterade på Ladugårdslandsteatern år 1857 i Midsommarvakan av Anders Selinder, då som medlem i hos Carl Gustaf Hesslers trupp. Hon blev sedan en populär aktör på Edvard Stjernströms Mindre teatern: 
| ” | Hon fick där tillfälle att lägga i dagen en intelligent uppfattning, som i förening med ett lifligt uppträdande och en ståtlig apparition fäste publikens blickar på henne och föranledde att hon vid Mindre Teaterns försäljning år 1863 fick medfölja en del af Stjernströms personal till Kungl. Teatern. | „ |

Willman var såväl skådespelare som operasångare, och som sångare användes hon ofta inom Opéra comique. Det sades om henne att hon i egenskap av sångare, ”ehuru icke i besittning af några större röstresurser lyckades hon dock, tack vare scenisk begåfning och energiskt arbete att på ett förtjänstfullt sätt lösa många viktiga uppgifter”
Som sångerska debuterade hon som Marie i Regementets dotter. Det var ”en roll, hvilken hon sedan vid flere tillfällen återtog”. I denna roll uppträdde hon även 1869 sex gånger som gästartist på Köpenhamns kungliga teater.
Bland övriga roller nämns Katarina i Kronjuvelerna, Elvira i Don Juan, Zerlina i Fra Diavolo, Angela i Marco Spada, Anna i Hvita frun, Margareta i Faust och Pagen i Hugenotterne. År 1876 gjorde hon tillsammans med Ole Bull en konsertresa till Tyskland och Danmark.  Bland hennes talroller nämns Grefvinnan i Beaumarchais Figaros bröllop, en roll, som hon även framställt i Mozarts opera, Elmire i Tartuffe, Etatsridinnan i En skandal och Julie i Grefvinnan Lea.
När hennes man 1877 blev rektor för kungliga teatrarnes elevskola, blev hon rektor för de kvinnliga eleverna fram till 1885. Om hennes tid som lärare sades det:
| ” | hon lade där i dagen den energi och det förstånd, som utmärkte henne som utöfvande konstnär. | „ |

Willman avled efter ”långvarigt aftynande”. Paret Willman är begravda på Norra begravningsplatsen utanför Stockholm.
Det sades om henne: 
| ” | Fru Willman ägde mycken scenisk begåfning, stor viljekraft och ihärdighet. Som rent dramatisk konstnärinna skulle hon helt visst, därest hon uteslutande ägnat sig åt denna konstart, hunnit en långt mera betydande plats än hvad nu, då hennes kraftigaste tid ägnades åt operan, kunde blifva fallet. | „ |

## Teater

### Roller (urval)
| År   | Roll                      | Produktion                   | Regi | Teater                      |
| ---- | ------------------------- | ---------------------------- | ---- | --------------------------- |
| 1863 | Giacinta, Gerontes dotter | Scapins skälmstycken Molière |      | Kungliga Dramatiska Teatern |

## Galleri

Hedvig Harling, porträtt – SMV – H9 052
Hedvig Willman, rollporträtt – SMV – H9 062